# Михаил (Лузин)
Епископ Михаил (в миру Матвей Иванович Лузин; 1830—1887) — епископ Русской православной церкви, епископ Курский и Белгородский. Духовный писатель, богослов, экзегет.

## Биография
Родился в 1830 году в селе Шава Макарьевского уезда Нижегородской губернии в семье дьячка.
Воспитывался в Нижегородском Печерском духовном училище. В 1844 году поступил в Нижегородскую духовную семинарию, из которой как лучший ученик был отправлен в 1850 году в Московскую духовную академию. Незадолго до окончания курса духовной академии, 8 мая 1854 года он был пострижен в монашество с именем Михаил; 16 мая рукоположён во иеродиакона, 18 июня — во иеромонаха.
С 9 октября 1854 года он был назначен бакалавром Московской духовной академии; 31 августа 1855 года за диссертацию «О крещении чрез погружение и обливание» получил степень магистра богословия и был оставлен в Академии на кафедре Священного Писания Нового Завета.
В возрасте 29 лет, 24 февраля 1859 года, он был утверждён в должности экстраординарного профессора Московской духовной академии; 4 сентября 1860 года возведён в сан архимандрита. В течение 1856—1860 годов он одновременно состоял помощником библиотекаря Академии.
С 24 марта 1861 года по 1870 год занимал должность инспектора студентов Московской духовной академии.
За диссертацию «О Евангелии и Евангельской истории (по поводу книги Ренана „Жизнь Иисуса“)» 13 января 1872 года он получил степень доктора богословия.
С 11 февраля 1876 года был назначен ректором Московской духовной академии, а в конце этого же года — ректором Киевской духовной академии и состоял в этой должности по март 1883 года.
22 января 1878 года хиротонисан во епископа Уманского, викария Киевской епархии.
С 19 марта 1883 года — епископ Курский и Белгородский.
Скончался 20 марта (1 апреля) 1887 года в Курске.

## Сочинения
Современниками он особенно почитался за труды по изъяснению Священного Писания. Его Толкования на Святое Евангелие (Толковое Евангелие. Изд. 2-е . — М.: В Синодальной Тип., 1871) и Апостол (Деяния и послания святых апостолов. С Апокалипсисом. Кн. 1. Деяния святых апостолов. — М.: тип. «Соврем. известий», 1876. — 649 с.; Соборные послания святого апостола Петра. — М.: Унив. тип., 1886) до революции выдержали несколько изданий.
- О крещении чрез погружение и обливание. Магистерская диссертация // Прибавления к Творениям святых отцов в русском переводе. — М., 1844—1891; 1855.
- О так называемом Евангелии от евреев. — Москва: тип. В. Готье, 1864
- О Евангелии и Евангельской истории (по поводу книги Ренана «Жизнь Иисуса»). Докторская диссертация. — М., 1870;
- Академические чтения по Священному Писанию Нового Завета: По Евангелию // Под ред. Троицкого Н. I, II — М., 1900; Тула, 1904;
- Святой апостол Павел и его послания. — Вып. 1. — Тула, 1905;
- Римская Церковь и послание к римлянам // Под ред. Толстого. — Вып. 2. — Тула, 1906;
- Коринфская Церковь и послание к коринфянам. — Тула, 1906;
- Колосская Церковь и послание к колоссянам; Фессалоникийская Церковь и послание к фессалоникийцам. — Тула, 1906;
- Введение в новозаветные книги Священного Писания. — М., 1888.
- Академические чтения по Священному Писанию Ветхого Завета:
- Очерк истории толкования Библии. — Тула, 1898;
- Пятокнижие Моисеево. — Тула, 1899;
- Исторические книги Ветхого Завета. — Тула, 1899;
- Учительные книги Ветхого Завета. — Тула, 1890;
- Пророческие книги Ветхого Завета. — Тула, 1901;
- Святый пророк Исайя и книги его пророчеств. — Тула, 1901;
- Святый пророк Иеремия, книга его пророчеств и плач Иеремии. — Тула, 1902;
- Святые пророки Иезекииль и Даниил и книги их пророчеств. — Тула, 1903;
- Евангелие от Матфея на славянском и русском наречии с предисловиями и подробными объяснительными примечаниями Епископа Михаила. — М. Синодальная типография, 1871;
- Евангелие от Марка и Луки. — Киев, 1903;
- Евангелие от Иоанна. — Киев, 1905;
- Деяния святых апостолов на славянском и русском наречии с предисловиями и подробными объяснительными примечаниями. — Киев, 1897.
- Соборные послания святых апостолов. — Киев, 1890.
- Митрополия Киевская в начале своего отделения от Московской до 1854 года // Православный собеседник. — Казань, 1904, апрель, с. 4. Молитвы утренние и вечерние // Православный собеседник. — Казань, 1904, апрель.
- «Библейская наука», в 11-ти книгах / Изд. под ред. Н. И. Троицкого. — Тула: Типография И. Д. Фортунатова, 1898—1905 (сборник книг еп. Лузина)
  - Очерк истории толкования Библии. — 1898. — [4], 149 с.
  - Пятокнижие Моисеево. — 1899. — [4], 157 с.
  - Исторические книги Ветхого Завета. — 1899. — 113 с.
  - Учительные книги Ветхого Завета. — 1900. — [4], 168 с.
  - По Евангелию. Кн. 1. — М.: Типография Г. Лисснера и А. Гешели, 1900. — 122 с.
  - Пророческие книги Ветхого Завета. — 1901. — 91 с.
  - Святой пророк Исайя и книга его пророчеств. — 1901. — [4], 86 с.
  - Святый пророк Иеремия, книга его пророчеств и плач Иеремии. — 1902. — [4], 54 с.
  - Святые пророки Иезикииль и Даниил и книги их пророчеств. — 1903. — [4], 95 с.
  - По Евангелию. Кн. 2. — 1903. — 110 с.

современные изд.
- Толкование на Евангелие от Матфея. — Клин: Фонд «Христианская жизнь», 2001
- Толковый Апостол. Послания Апостола Иакова. Апостола Петра. Апостола Иоанна Богослова. Апостола Иуды Соборные послания. — М.: «Правило веры», 2009